# 小海菊蛤
小海菊蛤（学名：Spondylus microlepos），是莺蛤目海菊蛤科海菊蛤属的一种。主要分布于中国大陆，常栖息在潮下带。